# Вьё (Кальвадос)
Вьё (фр. Vieux) — коммуна во Франции, находится в регионе Нижняя Нормандия. Департамент коммуны — Кальвадос. Входит в состав кантона Эвреси. Округ коммуны — Кан.
Код INSEE коммуны — 14747.

## Население
Население коммуны на 2010 год составляло 636 человек.
| 1962 | 1968 | 1975 | 1982 | 1990 | 1999 | 2010 |
| ---- | ---- | ---- | ---- | ---- | ---- | ---- |
| 360  | 398  | 411  | 509  | 671  | 585  | 636  |

## Экономика
В 2010 году среди 415 человек трудоспособного возраста (15—64 лет) 332 были экономически активными, 83 — неактивными (показатель активности — 80,0 %, в 1999 году было 73,5 %). Из 332 активных жителей работали 305 человек (156 мужчин и 149 женщин), безработных было 27 (10 мужчин и 17 женщин). Среди 83 неактивных 37 человек были учениками или студентами, 37 — пенсионерами, 9 были неактивными по другим причинам.